# Petyr Zanew
Petyr Dimitrow Zanew, bułg. Петър Димитров Занев (ur. 18 października 1985 roku w Błagojewgradzie) – bułgarski piłkarz, grający na pozycji lewego lub środkowego obrońcy.

## Kariera piłkarska

### Kariera klubowa
Jest wychowankiem najpierw Szkoły Piłkarskiej Septemwri Simitli, a potem Pirinu Błagojewgrad. W wieku dwudziestu lat trafił do Liteksu Łowecz, gdzie spędził dwa sezony. Po zakończeniu rozgrywek 2006–2007 na zasadzie wypożyczenia przeszedł do grającej w Segunda División Celty Vigo, w której trenerem był wówczas jego rodak Christo Stoiczkow.
Jednak Stoiczkow został szybko zwolniony, a Zanew nie zdołał przekonać do siebie nowego szkoleniowca Juana Ramóna Lópeza Caro. W barwach Celty rozegrał tylko trzy spotkania. W styczniu 2008 roku odszedł do - również grającego w Segunda División - Racingu de Ferrol.
W lipcu 2008 roku po roku występów w Hiszpanii powrócił do Liteksu.
9 lipca 2012 przeniósł się do ukraińskiego pierwszoligowego zespołu Wołyń Łuck. W czerwcu 2013 jako wolny agent podpisał kontrakt z rosyjskim Amkarem Perm. 13 czerwca 2018 z powodu niewypłacalności finansowej Amkar nie dostał licencji Rosyjskiego Związku Piłki Nożnej na sezon 2018/2019 na grę w Priemjer-Lidze jak i Rosyjskiej Pierwszej Dywizji. 18 czerwca 2018 prezes klubu Giennadij Sziłow ogłosił, że klub nie złożył podania na otrzymanie licencji na grę w Rosyjskiej Drugiej Dywizji i zostanie rozwiązany, dlatego Zanew został wolnym zawodnikiem.

### Kariera reprezentacyjna
W seniorskiej reprezentacji Bułgarii (przez wiele lat był zawodnikiem kadry U-21) zadebiutował 15 listopada 2006 roku w towarzyskim meczu ze Słowacją (za selekcjonerskiej kadencji Stoiczkowa). W zespole walczącym o miejsce na Euro 2008 pełnił funkcje zmiennika lewego obrońcy Lucio Wagnera.

## Sukcesy piłkarskie
- mistrzostwo Bułgarii 2010 i Puchar Bułgarii 2009 z Liteksem Łowecz